# The Advantage
The Advantage è un gruppo musicale statunitense originario di Nevada City, California che può essere considerato di genere math rock e si occupa prevalentemente di cover di musiche tratte da vecchi giochi del NES, replicate attraverso strumenti tradizionali.
La band ha eseguito cover di molti videogiochi, tra cui Castlevania I, II e III; Final Fantasy e Final Fantasy III; The Legend Of Zelda, Metal Gear e Super Mario Bros. 2 e 3.

## Formazione
- Robby Moncrieff - chitarra
- Ben Milner - chitarra
- Carson McWhirter - basso
- Spencer Seim - batteria

Hanno fatto parte del gruppo anche Nick Rogers e Forrest Harding, i due membri originali della band (quando ancora si chiamava "Generic"), e Cassie Stewart al basso.

## Discografia
- The Advantage (2004), pubblicato da 5 Rue Christine Records
- 2004 West Coast Tour CD (2004), autoprodotto
- 2004 US Tour CD (2004), autoprodotto
- Elf Titled (2006), pubblicato da 5 Rue Christine Records
- "Underwear: So Big!" 2006 Tour CD-R, autoprodotto